# Aharon Appelfeld
Aharon Appelfeld (Аарон Аппельфельд, אהרן אפלפלד; nato Ervin Appelfeld; Žadova, 16 febbraio 1932 – Petah Tikva, 3 gennaio 2018) è stato uno scrittore e superstite dell'Olocausto israeliano.
Nato in Bucovina del Nord, allora in Romania, sopravvissuto all'Olocausto in cui perse la madre e i nonni, riuscì a fuggire da un campo di sterminio nazista in Transnistria (territorio allora sotto il controllo della Romania) e si unì all'Armata Rossa dove prestò servizio come cuoco. Nel 1946 emigrò in Palestina, a quel tempo sotto mandato britannico. Laureatosi all'Università di Gerusalemme in letteratura, ha poi insegnato all'Università Ben Gurion del Negev.
Nonostante abbia appreso l'ebraico tardi nella sua vita, Appelfeld è diventato uno dei più importanti scrittori israeliani. Nei suoi numerosi romanzi affronta esclusivamente, in modo diretto o indiretto, il tema della Shoah e dell'Europa prima e durante la seconda guerra mondiale.
Per le sue opere ha ricevuto numerosi premi tra cui il Premio Israele, il Premio Mèdicis in Francia e il Premio Napoli in Italia.

## Biografia

### L'infanzia tormentata, tra l'Olocausto e la "scuola dei criminali"
Appelfeld proveniva da una famiglia ebraica assimilata, di lingua tedesca, di classe medio alta. Il nazismo gli uccise la madre e lo divise dal padre.
A nove anni, in autunno, riuscì a fuggire nei boschi dove sopravvisse mangiando quel che gli offriva la natura. Nonostante sapesse che i suoi genitori non potevano tornare, si chiedeva dove fossero e si diceva che, prima o poi, sarebbero tornati, in quanto non potevano lasciarlo lì, solo, dato che lo amavano. Appelfeld parlava abbastanza bene l'ucraino, era biondo e con gli occhi blu, ma nessuno voleva adottare bambini di dubbia origine. Così, fu adottato da dei criminali che lui definisce: "La mia seconda scuola" e stette con loro due anni. Questi erano persone terribili, ma in determinati momenti erano generosi. Appelfeld spiega che questa fu un'esperienza da cui apprese molto. Dai suoi veri genitori Aharon aveva imparato ad essere una persona tranquilla, ma nel periodo vissuto con i criminali aveva acquisito gli strumenti per capire gli esseri umani. "Lì ho imparato la generosità, l'odio, la brutalità, tutti i sensi dell'essere umano". Ovviamente questi criminali lo picchiavano, ma Appelfeld ripensando ad essi prova comunque calore nei loro confronti. "Non tutti i criminali sono veri criminali".
Appelfeld dovette custodire il segreto di essere ebreo e di essere circonciso per non essere ucciso.

### Il dopoguerra e Israele
Nel 1946 Aharon Appelfeld si ritrovò sulla spiaggia di Napoli
, dopo il nazismo, il campo di sterminio, i boschi, "la scuola dei criminali". C'erano un mare di profughi come lui su quella spiaggia, "persone senza un volto e senza un fine". Rimase in Italia per tre mesi: "La mia prima terra promessa". Partì quindi per Israele. Aveva 14 anni.
Lì iniziò a lavorare in un kibbutz e iniziò a imparare l'ebraico. Cominciò allora, nelle ore in cui non lavorava, a studiare la Torah, che lo affascinò subito. Vi si potevano leggere una gran quantità di fatti in uno stile minimalista, trasmissione del divino. Nella Torah Appelfeld trovò una capacità di cui non si può fare a meno nella vita: il pensare e il sentire quello che si fa. La Torah fu, per lui, un veicolo per avere un concetto del mondo e diventare un ebreo. Imparò dunque cosa significa essere ebreo, che tipo di obblighi comporta e questa fu per lui una grande gioia perché "senza significato la vita è una disperazione".
"Chi ha vissuto l'olocausto finisce per diventare cinico, egocentrico". Egli si era reso conto del pericolo che correva e tramite la Torah si batté contro questo pericolo.

### La scrittura
La scrittura restituì ad Appelfeld i propri nonni, il silenzio della loro casa, i suoi genitori. Grazie alla scrittura sentì di avere una famiglia e questo gli ridiede la fiducia nella vita. Nello scrivere Appelfeld ritrova i dettagli e dunque l'autenticità. "La regola degli scrittori dev'essere: la buona arte deve avere una importanza universale" (come la Torah che parla di una tribù particolare, ma che è universale).
Appelfeld considera come suoi maestri altri tre profughi stabilitisi in Israele come lui: Martin Buber, che gli diede le chiavi per capire la Torah, Gershom Scholem, che gli diede le chiavi per capire la Cabala, e Hugo Bergmann da cui apprese il pensiero ebraico moderno. Essi provenivano da famiglie assimilate, non erano religiosi e avevano la volontà di diventare europei, ma avevano il senso della religiosità ebraica.
Appelfeld pensa che la vita abbia un fine. Pensa che noi tutti abbiamo uno scopo e che quindi dobbiamo fare qualcosa. "Io ho la sensazione, quando scrivo, di scrivere per tutti e di fare qualcosa di significativo".

## Opere
- La novella d'Israele, Spirali, 1987
- Il mio nome è Katerina, trad. it. di Elena Loewenthal e  Sarah Kaminski, Feltrinelli, 1994
- Storia di una vita, Giuntina, 2001
- Tutto ciò che ho amato, Giuntina, 2002
- Notte dopo notte, Giuntina, 2004
- Badenheim 1939, trad. it. di Elena Loewenthal, Parma, Guanda, 2007
- Paesaggio con bambina, trad. it. di Elena Loewenthal, Guanda, 2009
- Un'intera vita, trad. it. di Elena Loewenthal, Guanda, 2010
- L'amore, d'improvviso, trad. it. di Elena Loewenthal, Guanda, 2011
- Il ragazzo che voleva dormire, trad. it. di Elena Loewenthal, Guanda, 2012
- Fiori nelle tenebre, trad. it. di Elena Loewenthal, Guanda, 2013
- Una bambina da un altro mondo, trad. it. di Elena Loewenthal, Guanda, 2014
- Oltre la disperazione, seguito da una conversazione con Philip Roth, trad. it. di Elena Loewenthal, Guanda, 2016
- Il partigiano Edmond, trad. it. di Elena Loewenthal, Guanda, 2017
- Giorni luminosi, trad. it. di Elena Loewenthal, Guanda, 2018

## Documentari
Come superstite dell'Olocausto e noto scrittore, Appelfeld è apparso tra il 2004 e il 2015 in numerosi documentari or talk-show:
- From Language to Language (Misafa Lesafa), regia di Nurith Aviv (2004) - documentario
- Aharon Appelfeld: Tsili (2004) - episodio della serie Un livre un jour
- Aharon Appelfeld, regia di Emili Manzano (2009) - episodio della serie L'hora del lector
- Vers où Israël?, regia di Camille Clavel (2012) - documentario
- Die Wahrheit über den Holocaust (2014-15) - documentario in 9 episodi
- Beyond Paranoia: The War Against the Jews, regia di Monique Schwarz (2015) - documentario
- Vita Activa: The Spirit of Hannah Arendt, regia di Ada Ushpiz (2015) - documentario